# Brenne
Brenne – rzeka we Francji, przepływająca przez teren departamentu Côte-d’Or, o długości 72 km. Stanowi dopływ rzeki Armançon.